# Yesterday Was Forever
Yesterday Was Forever è il quarto album in studio della cantautrice inglese Kate Nash. Il suo primo album in cinque anni, il disco vede in particolare Nash tornare alle sue radici indie pop. È stato distribuito in modo indipendente e finanziato dai fan tramite Kickstarter. Per promuovere l'album, Nash ha intrapreso il tour Yesterday Was Forever negli Stati Uniti e in Canada, e si è esibito in diversi festival, tra cui Reading e Leeds Festival.
I temi dell'album ruotano attorno alla salute mentale e alle relazioni. Nash ha confermato apertamente di soffrire di disturbo ossessivo-compulsivo e ansia ed è una sostenitrice della sensibilizzazione sull'importanza della salute mentale. La traccia Musical Theatre è l'interpretazione personale di Nash della lotta contro la salute mentale.

## Tracce
1. Life in Pink – 4:15 (Kate Nash, Jarrad Kritzstein)
2. Call Me – 3:32 (Nash, Kritzstein)
3. Take Away – 3:15 (Nash, Kritzstein)
4. Hate You – 3:23 (Nash, Julia Michaels, Nolan Lombrozza)
5. Drink About You – 3:12 (Nash, Kritzstein)
6. Body Heat – 3:04 (Nash, Asia Whiteacre, Terence Lam, Robert Gerongco, Samuel Gerongco, Matthew Genovese)
7. Karaoke Kiss – 3:52 (Nash, Kritzstein)
8. Musical Theatre – 2:57 (Nash, Thaae)
9. California Poppies – 4:20 (Nash, Thaae)
10. Always Shining – 3:33 (Nash)
11. Today – 3:35 (Nash, Thaae)
12. Twisted Up – 3:27 (Nash, Thaae)
13. My Little Alien – 3:51 (Nash, Kritzstein)
14. To the Music I Belong – 4:29 (Nash)